# Юда (Татышлинский район)
Юда (баш. Юда) — деревня в Татышлинском районе Республики Башкортостан Российской Федерации. Входит в состав Бадряшевского сельсовета.

## География

### Географическое положение
Расстояние до:
- районного центра (Верхние Татышлы): 9 км,
- центра сельсовета (Бадряшево): 3 км,
- ближайшей ж/д станции (Чернушка): 27 км.

## Население
| 2002 | 2009 | 2010 |
| ---- | ---- | ---- |
| 196  | ↘187 | ↘186 |

Национальный состав
Согласно переписи 2002 года, преобладающая национальность — удмурты (95 %).